# European Consortium for Political Research
Das European Consortium for Political Research (ECPR) ist eine wissenschaftliche Vereinigung in Colchester (80 km nordöstlich von London), die sich der Forschung und internationalen Kooperation der Politikwissenschaft widmet. Aktuell (2021) ist der Vorstand David Farrell (Dublin), der Ratsvorsitzende Thomas Poguntke (Düsseldorf).

## Ziel und Zweck
Das ECPR wurde 1970 auf Initiative des Franzosen Jean Blondel, Professor für Vergleichende Politik an der University of Essex, von sieben europäischen Universitäten gegründet. Der Norweger Stein Rokkan war die zweite prägende Gründungsperson. Hauptziel ist die Unterstützung und Weiterentwicklung der Politikwissenschaften, insbesondere durch die Stimulierung der Zusammenarbeit, der Verbesserung der Ausbildungsmöglichkeiten sowie den Aufbau professioneller Kontakte.
Die ECPR entwickelte sich rasch zum führenden Netzwerk in der politikwissenschaftlichen Disziplin, mit Schwerpunkt auf den Bereichen „Vergleichende Politik“ und ausgewählten Politikbereichen. Sie zählt derzeit rund 325 politik- und sozialwissenschaftliche Fakultäten und Forschungsinstitute in über 40 europäischen Ländern als Mitglieder. Dazu kommen etwa 30 assoziierte Mitglieder aus den USA, Kanada, Israel und Japan.

## Besonderheiten
Die ECPR weist folgende Besonderheiten auf:
- Mitgliedschaften sind nur von Instituten beziehungsweise Universitäten, nicht aber Einzelpersonen möglich.
- Staffelung des Mitgliedsbeitrags nach Ländern, wobei der höchste Beitrag von derzeit 1.900 Euro pro Jahr von Belgien, Dänemark, Deutschland, Finnland, Frankreich, Irland, Italien, den Niederlanden, Norwegen, Schweden und der Schweiz zu bezahlen ist; Griechenland, Portugal, Spanien, die Türkei und Zypern einen ermäßigten regulären Satz von 1.600 Euro bezahlen, während die Mittel- und Osteuropäischen Länder Beiträge von 150 Euro beziehungsweise 450 Euro bezahlen und alle OECD-assoziierten Länder 1.000 Euro.
- Veranstaltungsform des Jahreskongresses: Eine Gruppe von Wissenschaftern trifft sich fünf Tage lang und diskutiert detailliert den Beitrag jedes einzelnen Mitgliedes. Der Kongress besteht dabei aus etwa 25 bis 30 solcher Arbeitsgruppen, die sich nur innerhalb der Pausen, der Freizeit und zwei oder drei gemeinsamen Veranstaltungen austauschen.
- Daneben veranstaltet die ECPR Graduate Conferences, Joint Sessions und jeden Sommer eine sechswöchige Summer School zu Methoden in den Sozialwissenschaften an der University of Essex in Colchester  sowie einen zweiwöchigen französischsprachigen Kurs in Lille.

## Preise
Die ECPR vergibt verschiedene Auszeichnungen, unter anderem den
- Jean-Blondel-PhD-Preis
- Hedley-Bull-Preis (seit 2017)[1]
- Rudolf-Wildenmann-Preis
- Stein-Rokkan-Preis[2]

## Einzelbelege
1. ↑  Hedley Bull Prize. Abgerufen am 14. Mai 2022.
2. ↑  Prizes and Awards - European Consortium for Political Research. Archiviert vom Original (nicht mehr online verfügbar) am 16. April 2021; abgerufen am 13. Mai 2021.  Info: Der Archivlink wurde automatisch eingesetzt und noch nicht geprüft. Bitte prüfe Original- und Archivlink gemäß Anleitung und entferne dann diesen Hinweis.